# Челеби Синан бей джамия
Челеби Синан бей джамия или Орта джамия (на турски: Çelebi Sinan Bey Camii; на гръцки: Ορτά Τζαμί) е недействащ средновековен мюсюлмански храм в южномакедонския град Бер (Верия), Гърция. Джамията е разположена на пресечките на улиците „Леонидас“ и „Темистоклис“. Построена е в 1490-91 г. Спомената е в пътеписа на Евлия Челеби от XVII век:
| „ | Джамията е с купол и минаре. Куполът е покрит с олово. Има голям чинар, който не може да бъде обхванат от ръцете на пет души. | “ |

Според Евлия Челеби на надписа на джамията пише, че е построена в 896 (1490-91 г.). Нито дървото, нито надписът са запазени.
Според стари снимки отпреди обмена на население между Гърция и Турция през 1920-те, джамията е имала двор, ограден с високи стени. Тя има квадратен план и е с оловен купол на осмоъгълен барабан. Минарето е сходно с това на Аладжа имарет в Солун. Портикът на запад и на север вече не съществува. Джамията е била използвана като частна къща, като работилница за музикални инструменти, като ателие на каменоделец. Към началото на XXI век сградата е напълно неподдържана.